# Хольбелия
Хольбелия (лат. Holboellia) — род двудольных растений, входящий в семейство Лардизабаловые (Lardizabalaceae).

## Виды
Род насчитывает от пяти до девяти видов, некоторые из них:
- Holboellia angustifolia Wall.
- Holboellia coriacea Diels
- Holboellia grandiflora Reaub.
- Holboellia latifolia Wall. — Хольбелия широколистная
- Holboellia parviflora (Hemsl.) Gagnep.